# Monts Kanga
Der Monts Kanga ist ein Berg der Republik Kongo. Er erreicht eine Höhe von 764 m.

## Geographie
Der Höhenzug liegt zusammen mit den Monts de Pangala im Süden des kongolesischen Departement Bouenza, bei Nkengé-Mandou mit dem Tal des Flusses Nkenke. Nordwestlich des Massivs schließen sich die Monts Kinoumbou und die Monts Mboma an. Die P 11 verläuft auf der Ostseite des Berges nach Süden, nach Boko Songo. Ein Ausläufer des Bergmassivs im Südosten ist der Mangoumbou.